# Oliver Russell, 2:e baron Ampthill

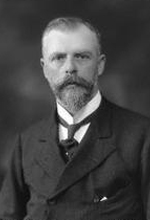
Oliver Russell, 2:e baron Ampthill.

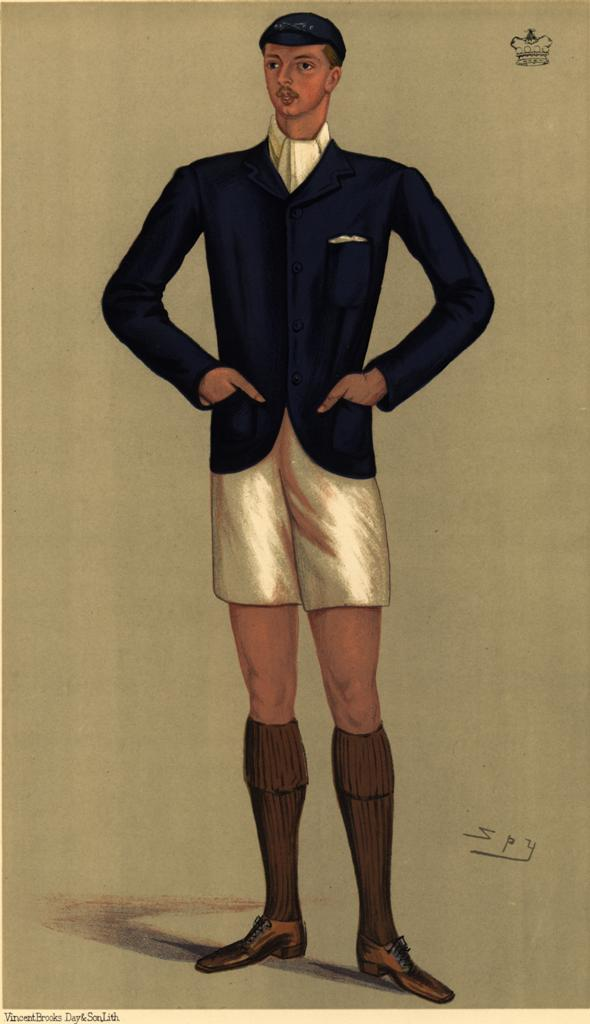
Oliver Russell, 2:e baron Ampthill, 1891.

Arthur Oliver Villiers Russell, 2:e baron Ampthill, född 19 februari 1869 i Rom, död 7 juli 1935, var en brittisk politiker, son till Odo Russell, 1:e baron Ampthill och lady Emily Villiers.
Russell slöt sig som politiker till liberalunionisterna och var kolonialministern Joseph Chamberlains först biträdande, sedan ordinarie privatsekreterare 1895–1899.
Han var 1898 brittiskt ombud vid internationella sockerkonferensen i Bryssel, 1899–1906 brittisk guvernör i Madras och tjänstgjorde 1904 som tillförordnad vicekung och generalguvernör över Indien.
Han ingick i den första Internationella olympiska kommittén, efter att ha gjort sig känd som en duktig roddare, först vid Eton, sedan i Oxford. Han tjänstgjorde också som Steward vid den kungliga regattan i Henley-on-Thames mellan 1910 och 1926.
Russell gifte sig 1894 med lady Margaret Lygon (1874–1957), dotter till Frederick Lygon, 6:e earl av Beauchamp.
Barn:
- John Russell, 3:e baron Ampthill (1896–1973)
- Sir Guy Russell (1898–1977), amiral
- Margaret Russell (1900–1998)
- Edward Wriothesley Curzon Russell (1901–1982), överstelöjtnant vid flygvapnet
- Leopold Oliver Russell (1907–1988) brigadör